# Mark Sutton
Pour les articles homonymes, voir Sutton.
Mark Sutton (13 avril 1971 – 14 août 2013) est un cascadeur britannique, qui a participé à la cérémonie d'ouverture des Jeux olympiques d'été de 2012 en sautant en parachute depuis un hélicoptère au-dessus du stade dans la peau de James Bond. Il meurt dans un accident de vol en wingsuit près des Grandes Otanes, en Suisse.

## Biographie

### Études et carrière
Mark Sutton est le fils du air marshal Sir John Matthias Dobson Sutton KCB, ancien lieutenant-gouverneur de l'île de Jersey, et de Lady Angela Sutton. Il fait ses études à l'Académie royale militaire de Sandhurst, où il obtient l'épée d'honneur. Il reçoit une commission d'officier dans le 6e régiment de fusiliers gorkhas de la reine Elizabeth en décembre 1991 et sert en tant qu'officier de l'armée jusqu'en 1995. Après avoir quitté l'armée, il change de carrière et s'oriente vers la finance dans la cité de Londres. À sa mort, Mark Sutton travaille pour la Royal Bank of Scotland en tant que consultant.

### Jeux olympiques de 2012
Lors de la diffusion à la cérémonie d'ouverture des Jeux olympiques d'été de 2012 d'un court métrage intitulé Happy and Glorious, Mark Sutton sert de doublure à Daniel Craig (qui incarne James Bond dans le court métrage), au côté de son ami Gary Connery (doublure de la reine Élisabeth II). Mark Sutton saute en parachute depuis un hélicoptère au-dessus du stade olympique de Londres. La séquence est décrite comme l'un des moments forts de la cérémonie par les médias,.

### Mort accidentelle
En août 2013, Mark Sutton et vingt autres wingsuiters de haut niveau sont invités à un événement de trois jours à Chamonix, en France, connu sous le nom de Helibase 74, organisé par Epic TV, une chaîne de télévision en ligne, spécialisée dans les sports extrêmes. En échange de séquences vidéo de leurs vols, le site web leur fournit l'hébergement et l'accès à l'hélicoptère. Le 14 août 2013, Mark Sutton saute avec Tony Uragallo (tous deux sont équipés de plusieurs caméras) pour un court vol « d'échauffement », près des Grandes Otanes, prévu pour durer environ une minute. Cependant, 20 secondes après avoir sauté de l'hélicoptère à 3 300 mètres d'altitude, Mark Sutton dévie de sa trajectoire et percute une crête, à près de 200 km/h. Un hélicoptère de sauvetage arrive peu après, mais il est déclaré mort sur place. L'impact a été si violent qu'un test ADN est nécessaire pour identifier son corps ; un porte-parole déclare qu'il n'avait aucune chance de survivre. Bien que Mark Sutton ait été équipé d'un parachute pendant le vol pour l'atterrissage, celui-ci n'a pas été utilisé. Dans le cadre de l'enquête, les images des caméras de Tony Uragallo sont remises à une unité de police suisse,.
Sa mort est perçue comme une perte majeure pour le monde du vol en wingsuit, au sein duquel il était considéré comme l'un des meilleurs wingsuiters,. Plusieurs personnalités lui rendent hommage, parmi lesquelles Sebastian Coe, Gary Connery et Danny Boyle, qui déclare que sa mort constitue une « énorme perte pour sa profession ».